# Váh
Rijeka Váh (mađ. Vág, njem. Waag) je najveća rijeka u  Slovačkoj, lijevi pritok Dunava, dug 433 km. Površina sliva iznosi 15.075 km². Nastaje u sjevernoj Slovačkoj od Bijelog i Crnog Vaha na  Visokim Tatrama na nadmorskoj visini 664 m. Glavni pritoci su mu s desne strane Orava, a s lijeve Nitra. Ulijeva se u Dunav kod  Komarna na nadmorskoj visini 106,5 m. Na Vlahu i njegovom pritoku Oravi nalazi se velika hidrocentrala.
Gradovi u Slovačkoj na rijeci Váhu:
- Liptovský Hrádok
- Liptovský Mikuláš
- Ružomberok
- Vrútky
- Žilina
- Bytča
- Považská Bystrica
- Púchov, Ilava
- Dubnica nad Váhom
- Nemšová, Trenčín
- Nové Mesto nad Váhom
- Piešťany, Hlohovec
- Sereď
- Šaľa
- Kolárovo
- Komárno